# Salem (Valencia)

Localización de Salem respecto del Valle de Albaida

Salem es un municipio de la Comunidad Valenciana, España. Perteneciente a la provincia de Valencia, en la comarca del Valle de Albaida. Cuenta con una población de 394 habitantes (INE 2024).

## Geografía
El relieve del terreno que constituye este término presenta las mayores alturas se encuentran hacia el sur y son las del pico Marchalets, Alto de la Quilla, Alto de Serrella y Nevera. Las tierras más bajas oscilan por una media de 350 m.. Desde la Sierra de Benicadell hacia el norte, y buscando el río Micena, afluente del río Albaida, bajan una serie de barrancos como los del Arca, de Salem, de las Cuevas y de la Fuente. Entre sus fuentes están las de la Barchilla y la Fuente Seca.
El clima es clima mediterráneo, aunque un poco más lluvioso que lo común del resto de la región por su orientación geográfica.
Desde Valencia, se accede a esta localidad a través de la A-7 para enlazar con la CV-40 y la CV-60 para finalizar en la CV-614.

### Localidades limítrofes
El término municipal de Salem limita con las siguientes localidades:
Beniatjar, Castellón de Rugat y Ráfol de Salem de la provincia de Valencia y Beniarrés y Lorcha de la provincia de Alicante.

## Historia
Los restos arqueológicos más antiguos que se conocen en este término se han encontrado en la Cova del Frontó, sita en la loma del mismo nombre en las estribaciones nordeste de la Sierra de Benicadell y corresponden a un enterramiento colectivo de la Primera Edad de Los Metales, perteneciente a la cultura eneolítica. En la Sima de Salem se han encontrado fragmentos de cerámica romana de época tardía y de tiempos medievales.
Tras la expulsión de los moriscos, en 1609, la población sufrió una considerable disminución.
Perteneció territorialmente a los marqueses de Bèlgida y más tarde a los duques de Gandía.

## Demografía
Salem (Valencia) cuenta con una población de 394 habitantes (INE 2024).
| Gráfica de evolución demográfica de Salem entre 1842 y 2021                                                         |
| |
| Población de derecho según los censos de población del INE Población de hecho según los censos de población del INE |

## Economía
Respecto al Sector Agrícola, Salem posee cultivos de secano como el olivo, el almendro o el algarrobo aunque muchos de sus campos abancalados no se estén cultivando por diversos motivos como la baja rentabilidad de los minifundios, la difícil accesibilidad a sus escarpados terrenos montañosos, el distanciamiento entre propiedades, la marcha de la mano de obra joven a la ciudad,o la movilidad laboral al sector industrial etc A la par, posee cultivos de regadío gracias a las fuentes y nacimientos de agua de la localidad como "Font d'Elca"," "Font de la Barcella" y otras, que riegan árboles frutales, pequeñas huertas cercanas a la población y demás.
En el Sector Ganadero el pueblo tiene pequeñas explotaciones ganaderas porcinas y avícolas, pollos, gallinas etc También hay algo de cunicultura y a nivel más particular cría de aves de compañía, agapornis, ninfas, aves psitáceas en su mayoría.
La antigua localidad de Salem, que ya existía en tiempos de Roma, bajo el nombre de "Elca", goza de una histórica trayectoria industrial, en el sector zapatero merecería la pena citar una empresa que vende en todo el territorio nacional así como parte del extranjero, favorecida por precios competitivos, pese a la dura competencia del sector asiático, esta es "La Salemera", la cual genera puestos de empleo en la localidad e indirectamente en pueblos vecinos. Respecto al sector textil también Salem tiene muestras de cierta actividad, si bien el daño ocasionado por la competencia de los productos de oriente se hizo notar. Algunas de las empresas señeras fueron "Lemsa" o fábricas de chándales afincadas en la localidad.Tal vez el sector más dinámico y creador de puestos de trabajo en la actualidad sea el de las bebidas representado por "Font Salem" la cual aprovecha un gran manantial subterráneo de aguas de la localidad, la empresa ha sido proveedora de empresas tan importantes como Mercadona, Vidal o Consum
La localidad de Salem en especial y también otros pueblos cercanos de la Vall d'Albaida y el Comtat de Cocentaina tienen ante sí un reto que amenaza todos sus sectores en especial el económico y es el envejecimiento y pérdida de población. En el caso de Salem la mano de obra en muchos casos procede de pueblos de mayor tamaño cercanos como Castellón de Rugat, Montichelvo, Puebla del Duc, etc. La falta de mano de obra para todos los sectores es acuciante en esta y en todas las localidades menores, ya desde hace varios años el Instituto Nacional de Estadística y su correspondiente de la Generalidad Valenciana vienen señalando el problema en estos lugares con población envejecida y con pocos nacimientos donde la recesión demográfica amenaza incluso la supervivencia de estos pequeños pueblos. En el Sector Servicios Salem posee bar, piscina municipal, horno panadería, un hotel rural y otros negocios que atraen a personas de otros puntos hasta el pueblo cada día, en especial en épocas festivas.
En el sector minero, Salem posee algunos yacimientos de caliza (caolín y sílice).

## Administración y política
| Periodo   | Nombre                                       | Partido                              |
| --------- | -------------------------------------------- | ------------------------------------ |
| 1979-1983 | el petit (pare)                              | independent                          |
| 1983-1987 | Vicente Escuder Cortell                      | PSPV-PSOE                            |
| 1987-1991 | Vicente Escuder Cortell                      | PSPV-PSOE                            |
| 1991-1995 | Vicente Escuder Cortell                      | PSPV-PSOE                            |
| 1995-1999 | Vicente Escuder Cortell                      | PSPV-PSOE                            |
| 1999-2003 | Vicente Escuder Cortell                      | PSPV-PSOE                            |
| 2003-2007 | Vicente Escuder Cortell                      | PSPV-PSOE                            |
| 2007-2011 | Mª Teresa Espí Boscà Fernando Hernández Orts | PSPV-PSOE (2007-2009) PP (2009-2011) |
| 2011-2015 | Fernando Hernández Orts                      | PP                                   |
| 2015-2019 | Juli Fenollar Banyuls                        | Compromís                            |
| 2019-2023 | Juli Fenollar Banyuls                        | Compromís                            |

## Patrimonio
Es de destacar Monchereví, situado en el paraje conocido como la umbría del Benicadell.

## Fiestas locales
- Fiestas de Moros y Cristianos. Se celebran el segundo fin de semana de julio se celebran en honor a la Divina Aurora.
- Fiestas Patronales. Celebra sus fiestas del 13 al 29 de septiembre en honor a San Miguel, San Roque, la Divina Aurora y el Cristo de la Paz.